# Franz Iseke
Franz Iseke (* 1. Dezember 1872 in Holungen; † 24. Januar 1938 in Bischofferode) war ein deutscher römisch-katholischer Geistlicher und Märtyrer.

## Leben
Franz Iseke wuchs im Eichsfeld auf und machte Abitur in Hildesheim. Er studierte Theologie in Paderborn und Münster und wurde am 30. März 1900 in Paderborn zum Priester geweiht. Die Stationen seines Wirkens waren: Lengenfeld unterm Stein, Rengelrode (1901), Witterda (1903), Pfarrer in Hadmersleben (1909) und Pfarrer in St. Katharinen (Halberstadt) (1917). Dort wurde er wegen seines Einflusses auf die männliche Jugend zur Zielscheibe der Nationalsozialisten. Eine Denunziation beschuldigte ihn eines Sittlichkeitsverbrechens. Im August 1937 wurde er von der Gestapo zehn Tage lang in Haft genommen. Fünf Monate später starb er im Alter von 65 Jahren im Pfarrhaus Bischofferode in der Nähe seines Geburtsortes. Er wurde auf dem Dorffriedhof Holungen beigesetzt.

## Gedenken
Die Römisch-katholische Kirche in Deutschland hat Franz Iseke als Märtyrer aus der Zeit des Nationalsozialismus in das deutsche Martyrologium des 20. Jahrhunderts aufgenommen. In Hildesheim (Domhof 7) wurde ein Stolperstein für ihn verlegt.